# Antoine Galiot Mandat de Grancey
Pour les articles homonymes, voir Grancey.
Antoine Jean Galiot Mandat de Grancey (7 mai 1731, région parisienne – 10 août 1792, Paris), chevalier, seigneur de Berny-en-Santerre et des Pins dans le Vendômois, était un commandant général de la Garde nationale de Paris durant la Révolution française de 1789.

## Biographie
Antoine Galiot Mandat, né en mai 1731, est le fils de Marie Anne Cherouvrier des Grassières, et de Galiot V Mandat (1683-1755), baron de Nully, seigneur de Berny, maître des requêtes ordinaires de l'Hôtel du roi.  
A partir de ses vingt-deux ans, Mandat sert dans la 1re compagnie des mousquetaires de la Garde ordinaire du roi ( depuis le 26 novembre 1753 jusqu'au 2 mars 1755). À cette date, il devient enseigne à drapeau au régiment des Gardes françaises, puis il est enseigne à Pique, le 5 juin 1757, et sous-lieutenant, dans le même régiment, le 23 décembre 1759.
En janvier 1758, il épouse Angélique Simone Boucher, fille du doyen de la Chambre des enquêtes au  Parlement de Paris.  Leur fille épousera Edmond de Favières.
En 1789, alors qu'il a 58 ans, et qu'il est chevalier de l'ordre royal et militaire de Saint-Louis, il quitte le régiment des Gardes françaises, où il est capitaine (ou colonel retiré du service, selon La Chenaye-Desbois), et  il devient chef de la IVe légion de la Garde nationale, une milice civile.  
C'est lui qui est chargé de la défense des Tuileries lors de l'insurrection du 10 août 1792. Ayant peu de gardes à son service, Mandat s'est surtout proposé de défendre les cours où il a posté des Suisses et des grenadiers. Il a massé des gardes nationaux dans le jardin et placé des canons au Pont-Neuf et à l'Arcade Saint-Jean, derrière l'hôtel de ville de Paris, pour arrêter les émeutiers à leur descente des faubourgs, comme l'indique Lamartine dans son Histoire des Girondins. Convoqué à l’hôtel de ville par le maire de Paris, Pétion, qui souhaite neutraliser ainsi la Garde nationale postée au palais des Tuileries, il y est opportunément assassiné. Il meurt donc avant l’attaque organisée du palais, en laissant ses défenseurs sans chef : il est possible que l’issue de la journée du 10 août eût été changée, s’il avait pu commander.[pertinence contestée]

## Famille
- Eugène Antonin Mandat de Grancey : son petit-neveu, colonel des mobiles de la Côte-d'Or, tué à la bataille de Champigny, le 2 décembre 1870 dont une rue de Paris porte son nom[5].
- Marie de Mandat-Grancey, religieuse
- Edmond de Mandat-Grancey, officier de marine, journaliste, écrivain